# Tommi Evilä
Tommi Evilä, född 6 april 1980 i Tammerfors, Finland, finländsk friidrottare som tävlar i längdhopp.
Tommi tog Finlands enda medalj under VM i friidrott 2005. Han satte först finländskt rekord med 8,18 i kvalet, och följde upp det med 8,25 i finalen, vilket räckte till brons. Det hoppet räknas dock inte som finländskt rekord eftersom det gjordes i för stark medvind, 2,5 meter per sekund. (Maximalt tillåtna medvind för att ett resultat ska räknas som ett rekord av något slag är 2,0 m/s.) I Finnkampen 2007 hoppade Evilä hela 8,41 cm, dock med 3,8 m/s medvind.
Evilä deltog vid Olympiska sommarspelen 2008 där han blev utslagen i kvalet. 

## Personligt rekord
- 8,25 från en tävling i Helsingfors 2005